# Lawrance J-1

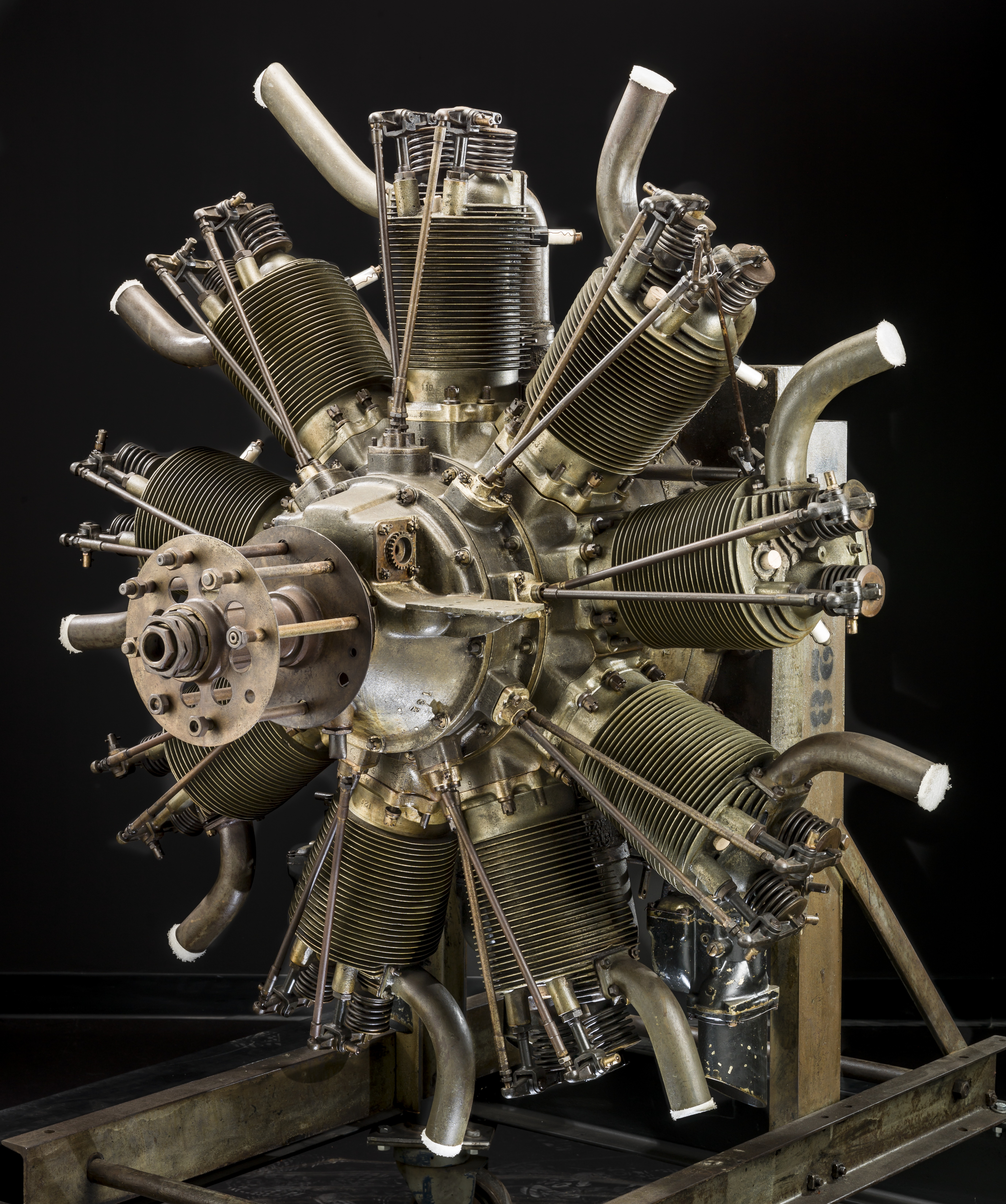
Motor Lawrance J-1 radial 9 (A19860286000). Vista frontal izquierda. [A19530050000_0010]. Colección del Museo Nacional del Aire y del Espacio.

El Lawrence J-1 es un motor radial de nueve cilindros refrigerado por aire desarrollado por Charles Lanier Lawrance y utilizado en aviones estadounidenses de principios de la década de 1920.
Durante la Primera Guerra Mundial, Lawrance Aero Engine Company en la ciudad de Nueva York construyó el Lawrance L-1, un motor Y con 60 hp (44 kW), además de simples motores boxer de dos cilindros para los entrenadores Penguin. 
Después del final de la Primera Guerra Mundial, los ingenieros de Lawrance, en colaboración con el Ejército de los Estados Unidos y la Armada de los Estados Unidos, desarrollaron un motor estrella de nueve cilindros del L-1, el J-1 con 200 CV (147 kW). Este fue el mejor motor estadounidense refrigerado por aire de su tiempo y pasó su prueba de cincuenta horas en 1922. La Marina de los Estados Unidos necesitaba desesperadamente motores ligeros y fiables para sus aviones basados en portaaviones. Para presionar a Wright Aeronautical y otros fabricantes de motores, la Marina hizo un pedido de 200 motores radiales J-1 y dejó de comprar motores Wright Hispano refrigerados por agua. Bajo la presión del Ejército y la Marina de los EE. UU., Wright finalmente compró Lawrence Company y produjo sus motores con su propio nombre. La serie Wright Whirlwind continuó utilizando el cárter, la leva y el cigüeñal del J-1.

## Datos del motor
- Diseño del motor: motor radial
- Cilindro: 9
- Desplazamiento: 12,9 litros
- Preparación de la mezcla: carburador
- Sistema de refrigeración: refrigeración por aire.
- Potencia: 150 kW
- Peso: 216 kilogramos
- Modelo anterior: L-1